# ロバート・フラッド (競馬)
ロバート・フラッド（Robert Fradd、霍達、1964年12月4日 - ）は、南アフリカ共和国出身で、現在はオーストラリアで騎乗している騎手。愛称はロビー (Robbie) 。

## 来歴
1997年/1998年シーズンより香港ジョッキークラブ所属となり香港で騎乗を始める。
1999年/2000年シーズンでは、74勝で香港のリーディングジョッキーに輝く。
2000年、第50回安田記念へ出走するフェアリーキングプローンに騎乗するため日本を訪れる。中央競馬 (JRA) 初騎乗ともなった同レースでは、10番人気の低評価を覆しJRA初勝利をGIで飾った。また、第14回ワールドスーパージョッキーズシリーズに香港代表で初参戦を果たし、38ポイントで3位に入賞した。
2001年、第15回ワールドスーパージョッキーズシリーズでは昨年に続き2年連続で参戦したものの23ポイントで6位の結果に終わった。
2002年2月には、レースで意図的に馬を追わなかった（全力を出させなかった）として、ジョン・イーガン騎手らとともに八百長の疑いを掛けられ逮捕、一時は騎乗資格を差し止められたが、最終的には無罪となり香港での騎乗も無事再開した。
その後、2007年よりシンガポールターフクラブで騎乗を始める。5月時点で同国リーディング2位となっている。
2014年より家族とともにオーストラリアのゴールドコーストに移住、クイーンズランド州を拠点に騎乗を始めた。

## おもな騎乗馬
- フェアリーキングプローン （2000年安田記念）
- Electronic Unicorn （2003年チャンピオンズマイル）